# Lázně Kynžvart
Lázně Kynžvart (németül: Bad Königswart) város Csehországban a Karlovy Vary-i kerület Chebi járásában. Közigazgatásilag hozzá tartozik Lazy (Perlsberg) település.

## Nevezetességek
- Gyógyfürdő. Írott források elsőként 1454-ben említik gyógyhatású forrását. Fürdőházait a 19. század közepén kezdték építeni.

## Népesség
A település népessége az elmúlt években az alábbi módon változott:
| Lakosok száma | 3050 | 2966 | 2616 | 1221 | 1468 | 1443 | 1454 | 1474 | 1393 | 1440 |
|               | 1869 | 1900 | 1921 | 1961 | 1980 | 2011 | 2016 | 2019 | 2021 | 2024 |

## Képtár

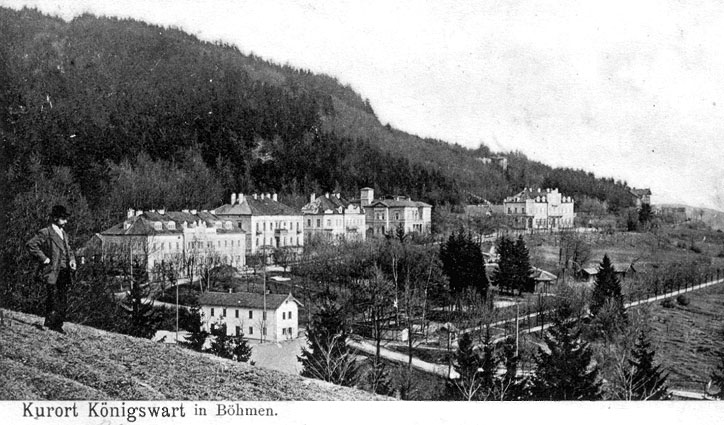
A város látképe 1903-ból